# Энгельгардт (озеро)
Энгельгардт — проточное озеро в Таймырском Долгано-Ненецком районе Красноярского края России. Названо в честь Александра Платоновича Энгельгардта (1845-1903) — потомка старинного дворянского рода Энгельгардтов, внёсшего большой вклад для развития Русского Севера.
Располагается на полуострове Таймыр, на реке Нижняя Таймыра на высоте 4 м над уровнем моря, за Северным полярным кругом, к северу от главного хребта гор Бырранга.
Озеро неправильной формы, ориентировано в меридиональном направлении. Площадь — 61,8 км². Длина составляет 13,5 км, максимальная ширина в центральной части — 9,5 км. Нижняя Таймыра впадает в озеро на юго-востоке и вытекает на севере. На озере несколько островов в южной части, один крупный при впадении реки Угольной, также много отмелей. Берега местами заболоченные, высокие на севере.
Код водного объекта в государственном водном реестре — 17030000111116100025332.